# Alexis Mermet
Pour les articles homonymes, voir Mermet.
L'abbé Alexis Mermet, né le 12 novembre 1866 aux Ollières (Haute-Savoie) et mort le 7 septembre 1937 à Jussy (canton de Genève), est un prêtre catholique français, actif en Haute-Savoie puis en Suisse. Il est surtout connu en tant que sourcier et radiesthésiste.

## Biographie
Né le 12 novembre 1866 au hameau du Pratz, aux Ollières, Alexis Mermet est le fils de Philomène Damesin, ménagère, et de Jean Mermet, cultivateur.

### Carrière ecclésiastique
Alexis Mermet est ordonné prêtre à Annecy le 6 juillet 1890. Il est ensuite nommé vicaire dans plusieurs paroisses du diocèse d'Annecy, d'abord à La Muraz le 1er octobre 1890, puis à Montriond le 1er septembre 1891, puis à Saint-Jean-de-Tholome le 15 janvier 1893, et enfin à Villard-sur-Boëge le 17 octobre 1897.
À partir de l'année suivante, il exerce son ministère en Suisse voisine, d'abord comme auxiliaire à l'orphelinat de Monthey (1898-1900), puis comme curé à Seiry (1900-1904) et à Cernier (Val-de-Ruz) (1904-1916). Il est par conséquent officiellement excorporé pour le diocèse de Lausanne-Genève le 15 mars 1910. Entre 1916 et 1921, il est le curé du Landeron avant d'être nommé desservant à Gorgier-Saint-Aubin. En 1922, il est nommé recteur puis curé de Saint-Prex. En 1933, il devient chapelain à Jussy, où il meurt quatre ans plus tard des suites d'une opération.

### Expériences pseudoscientifiques

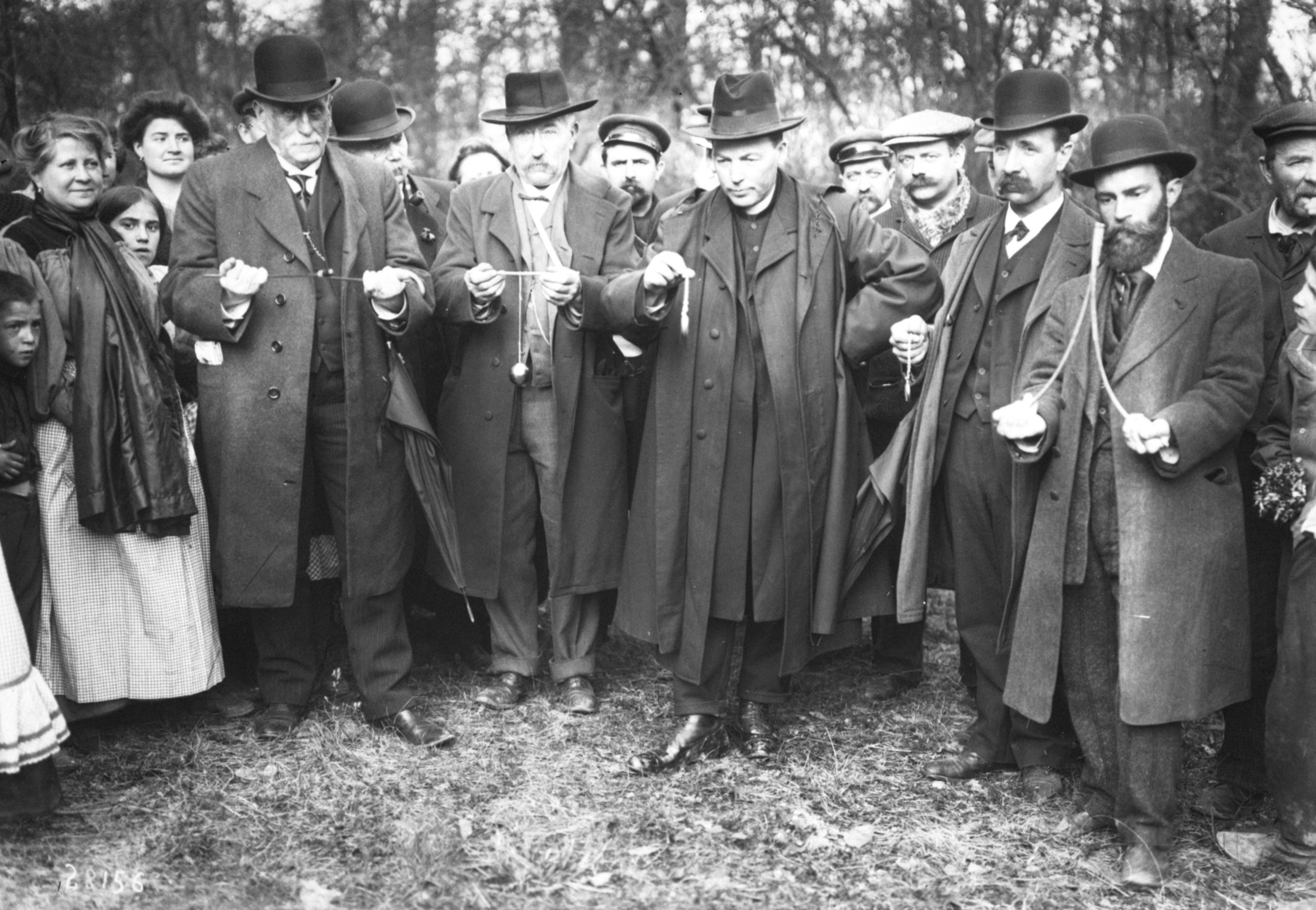
L'abbé Mermet et plusieurs de ses confrères sourciers à Bezons le 27 mars 1913.

Fils et petit-fils de sourcier, l'abbé Mermet a pratiqué à son tour cette discipline pseudoscientifique.
Sa notoriété dans ce domaine remonte à sa participation à un concours de sourciers organisé dans la cadre du deuxième congrès de psychologie expérimentale en mars 1913 à Paris. À la fin de ce congrès, il prend part à une expérience de radiesthésie dont les résultats surprennent Armand Viré.
Après la Première Guerre mondiale, il est régulièrement sollicité pour chercher des sources, des gisements, voire des personnes disparues. Il invente la « téléradiesthésie », censée s'appliquer aux recherches à grande distance.
En 1932, il publie un ouvrage exposant ses méthodes : Comment j'opère pour découvrir les sources et tous autres objets cachés de près ou de loin. Ce livre connaîtra plusieurs rééditions.
L'abbé Mermet a présidé l'Association des amis de la radiesthésie (AAR).
Dans un ouvrage consacré au professeur Tournesol, Albert Algoud présente l'abbé Mermet et l'abbé Bouly comme les inspirateurs des expériences radiesthésiques menées par le personnage inventé par Hergé.